# Villa Esperanza (La Asunta)
Villa Esperanza ist eine Ortschaft im Departamento La Paz im südamerikanischen Andenstaat Bolivien.

## Lage im Nahraum
Villa Esperanza liegt in der Provinz Sud Yungas und ist der zweitgrößte Ort des Cantón Colopampa Grande im Municipio La Asunta. Die Ortschaft liegt auf einer Höhe von 754 m oberhalb des linken Ufers des Río Boopi, der sich aus dem von La Paz aus südwestlicher Richtung her zufließenden Río de la Paz bildet und zum Río Beni hin entwässert.

## Geographie
Villa Esperanza liegt an den Osthängen der bolivianischen Cordillera Central, zwischen den Anden-Gebirgsketten der Cordillera Occidental im Westen und der Cordillera de Cocapata im Osten.
Die Jahresdurchschnittstemperatur der Ortschaft liegt bei 23 °C (siehe Klimadiagramm La Asunta), der Jahresniederschlag beträgt etwa 1300 mm. Die Region weist ein ausgeprägtes Tageszeitenklima auf, die Monatsdurchschnittstemperaturen schwanken nur unwesentlich zwischen gut 20 °C im Juni/Juli und 25 °C im November/Dezember. La Asunta weist eine kurze Trockenzeit mit Monatsniederschlägen von 25 mm in den Monaten Juni und Juli auf, in der Feuchtezeit erreichen die Monatswerte bis 200 mm von Dezember bis Februar.

## Verkehrsnetz
Villa Esperanza liegt in einer Entfernung von 214 Straßenkilometern nordöstlich von La Paz, der Hauptstadt des gleichnamigen Departamentos.
Von La Paz führt die asphaltierte Nationalstraße Ruta 3 in östlicher Richtung 60 Kilometer über den Pass La Cumbre bis Unduavi, von dort zweigt die Ruta 25 ab, die als unbefestigte Landstraße weiter in südöstlicher Richtung über 70 Kilometer bis Chulumani und danach weiter nach Osten führt. Von Chulumani führt eine unbefestigte Straße über Tajma weiter nach Nordosten. Diese Straße entlang des Río Boopi ist immer wieder durch Erdrutsche gefährdet und nicht ganzjährig befahrbar. Nach 84 Kilometern erreicht man Villa Esperanza und zweieinhalb Kilometer später La Asunta, von dort führt sie weiter flussabwärts über Cotapata zur Ortschaft Puerto Rico am Río Boopi.

## Bevölkerung
Die Einwohnerzahl der Ortschaft ist in dem Jahrzehnt zwischen den beiden letzten Volkszählungen auf fast das Vierfache angestiegen:
| Jahr | Einwohner         | Quelle       |
| ---- | ----------------- | ------------ |
| 1992 | keine Detaildaten | Volkszählung |
| 2001 | 105               | Volkszählung |
| 2012 | 404               | Volkszählung |
| 2024 |                   | Volkszählung |

Die Region weist einen relativ hohen Anteil an Aymara-Bevölkerung auf, im Municipio La Asunta sprechen 59,3 Prozent der Bevölkerung Aymara.